# Ouabaina
L'ouabaina o uabaina (IPA: [wabaˈiːna]), nota anche come G-strofantina, è una sostanza tossica di origine vegetale. Viene estratta dai semi di Strophanthus gratus e dal legno dell'Acokanthera ouabaio, diffusi in Africa. Veniva utilizzato dagli indigeni della Somalia per avvelenare le frecce.
L'Ouabaina è un glicoside cardiaco, a basse dosi veniva utilizzato per la cura di alcuni tipi di aritmie, fibrillazione atriale e scompenso cardiaco. Esplica la propria azione inibendo la pompa Na+/K+ ATPasi, nota anche come pompa sodio-potassio.

## Storia
David Livingstone è stato un medico, missionario ed esploratore scozzese dell'età vittoriana. Nel diario della spedizione sullo Zambesi, il Dr. Livingstone arrivando al fiume Shirè scriveva: "Il veleno usato qui, chiamato kombi, è ottenuto da una specie di Strophanthus ed è molto virulento. Il Dr. Kirk lo ha scoperto con un esperimento accidentale, che lo ha coinvolto personalmente, quando si è accorto che il veleno agisce abbassando il battito del polso. Usando il suo spazzolino da denti, che aveva tenuto in tasca insieme ad un poco del veleno, aveva notato un sapore amaro, che tuttavia aveva attribuito al fatto che a volte aveva usato il manico dello spazzolino per prendere il chinino. Sebbene fosse in piccole quantità, la sostanza aveva immediatamente mostrato il suo potere abbassando le sue pulsazioni, prima aumentate da un raffreddore, ed il giorno dopo era perfettamente ristabilito. Non si può dedurre molto da un singolo caso, ma è possibile che il kombi possa rivelarsi un farmaco di valore; e, dato che il Professor Sharpey ha effettuato una serie di esperimenti con questa sostanza, noi guardiamo con interesse i risultati".

## Derivazione
Lo strofanto glabro (Strophantus gratus), ha i fiori con le lacinie della corolla senza appendici, semi di colore giallo-bruno od ocra, glabri. La droga è costituita dai semi privati della resta e del pappo; i semi sono inodori ed hanno un sapore estremamente amaro. I principi attivi sono dei glicosidi ad attività simile a quella dei glicosidi digitalici ma con effetto rapido e di breve durata; vanno somministrati per iniezione perché scarsamente assorbibili se somministrati per via orale. Nei semi di S. gratus è presente la strofantina-G, nota anche come Ouabaina.

## Struttura chimica
L’ouabaina, essendo un glicoside cardiaco, presenta una struttura base caratterizzata da un nucleo ciclopentanoperidrofenantrene costituito da 3 anelli del cicloesano fusi nell'arrangiamento non lineare ad un anello del ciclopentano. Questa struttura è responsabile dell’azione farmacologica.
A questa struttura di natura steroidea, chiamata anche genina o aglicone, è legata in posizione 3 una catena zuccherina attraverso un legame glicosidico con il gruppo ossidrilico presente nella medesima posizione. Questa molecola zuccherina è rappresentata da monosaccaridi, i quali possono influenzare le caratteristiche farmacocinetiche quali l’assorbimento, l’emivita ed il metabolismo poiché l’acetilazione o la metilazione delle molecole zuccherine influenzano le proprietà chimico-fisiche della molecola di base e quindi anche il comportamento farmacocinetico. Nel caso dell'ouabaina, lo zucchero è rappresentato dal ramnosio. In posizione 17 è invece legata ad un anello lattonico a 5 atomi di carbonio che ne favorisce l'attività. Questo anello lattonico è insaturo e questa è una condizione indispensabile in quanto la saturazione causa la perdita del 90% dell’attività cardiotonica.
Il nucleo steroideo, l'anello lattonico e lo zucchero costituiscono la struttura tipica dell'ouabaina che permettono l'interazione tra la molecola e il sito di legame della pompa sodio-potassio. In particolare, i componenti non polari della pompa sodio-potassio aiutano a direzionare l’ouabaina instaurando forze di Van der Waals mentre i residui polari della glutammina, acido aspartico e treonina, assieme al legame ammidico di un’alanina, formano dei legami a idrogeno con i gruppi idrossilici del ligando. Questo permette non solo di mantenere il farmaco nella posizione corretta, ovvero nella porzione extracellulare della proteina, ma previene anche modifiche conformazionali necessarie alla funzione della pompa stessa.

## Caratteristiche strutturali e fisiche
L'ouabaina si presenta inodore, sotto forma di cristallo bianco o polvere cristallina se otta idrata. Leggermente solubile in acqua (4.61 mg/mL), molto solubile in alcol.

### Profilo di reattività

#### Aria
Non reagisce rapidamente con l'aria.

#### Acqua
Non reagisce rapidamente con l'acqua.

#### Calore
L'Ouabaina, se scaldata fino a decomposizione, emette un odore acre e fumi irritanti. La reazione di idrolisi produce una molecola di ouabagenina e una di ramnosio.

## Meccanismo d'azione
L'ouabaina è un glicoside cardiaco che inibisce la pompa Na+/K+-ATPasi. Questo trasportatore permette il passaggio attivo del potassio dallo spazio extracellulare all'interno della cellula e del sodio dall'interno della cellula allo spazio extracellulare. La sua inibizione provoca una modifica nella composizione ionica intracellulare, causando effetti diversi a seconda della cellula coinvolta e del dosaggio.
Il legame dell'ouabaina a questa pompa impedisce il cambiamento conformazionale necessario affinché la pompa possa svolgere la sua funzione e questa inibizione provoca degli effetti indiretti sulla forza contrattile, o inotropismo, delle cellule muscolari cardiache. L'ouabaina ha un effetto inotropo positivo perché l’inibizione della pompa Na+/K+-ATPasi causa l’aumento della concentrazione plasmatica di sodio dal momento che questo catione non può più essere trasportato nello spazio extracellulare. L’aumentata concentrazione di sodio, a sua volta, permette l'inattivazione dello scambiatore sodio-calcio e quindi aumenterà la quantità di calcio intracellulare che potrà essere accumulato nel reticolo sarcoplasmatico. Il calcio svolge la funzione di secondo messaggero in molte vie di segnalazione e vie di regolazione cellulari; il suo rilascio all’interno del citoplasma delle cellule muscolari cardiache aumenta la forza di contrazione, quindi provoca un effetto inotropo positivo.
L’azione inotropa positiva esercitata dall’ouabaina è stata studiata anche nel tessuto miocardico isolato. In uno studio, si è evidenziata l'attività dell'ouabaina sulla forza contrattile a una concentrazione di 10−7 mol/L mentre gli effetti tossici si sono rilevati a concentrazioni più elevate.
Per quanto riguarda l’azione farmacologica, è emerso che l’azione dell’ouabaina a concentrazioni terapeutiche comporta un leggero accorciamento del potenziale d’azione, un marcato aumento della concentrazione intracellulare di calcio libero e della forza contrattile. Inoltre, è anche stata registrata la luce emessa dall’equorina, una proteina attivata dal calcio, e si può notare che è direttamente proporzionale alla concentrazione di calcio intracellulare libero, quindi aumenta in presenza di ouabaina rispetto al controllo.
Per concludere, in queste preparazioni si nota che lo sviluppo della forza e la fase di rilassamento cardiaco sono entrambe aumentate, con poco o senza cambiamento del tempo necessario per raggiungere il picco della forza. Questo effetto si verifica sia in un miocardio sano che in uno compromesso.

## Tossicità
È classificata come una sostanza estremamente tossica. Una probabile dose orale letale è meno di 5 mg/kg nella specie umana.
L'esposizione all'Ouabaina può comportare gravi aritmie anche letali. Pazienti con contrazioni ventricolari premature o che hanno ricevuto una qualsiasi preparazione contenente Digitalis nelle tre settimane antecedenti, sono più soggetti a tossicità. (EPA, 1998)
L’ouabaina esplica la sua azione in tutti i tessuti eccitabili, compresi il tessuto muscolare liscio e il sistema nervoso centrale.
Il tratto gastrointestinale è il sito più comune, al di fuori dal cuore, in cui si verifica l’azione tossica di questo glicoside. Gli effetti includono anoressia, nausea, vomito e diarrea e questa tossicità è causata in parte degli effetti diretti sul tratto gastrointestinale e in parte dall’azione esercitata a livello del sistema nervoso centrale.
Gli effetti che si hanno a livello del sistema nervoso centrale includono la stimolazione della zona vagale e dei chemocettori e, meno frequentemente, si osserva disorientamento e allucinazioni (soprattutto negli anziani) e disturbi visivi, i quali possono includere anche l’aberrazione della percezione dei colori.
La ginecomastia è un raro effetto riportato negli uomini che fanno uso di questa classe di composti.

### Gruppi ad elevato rischio

#### Neonati
Non ci sono informazioni su quali dosi di Ouabaina siano appropriate nei neonati, perciò è meglio che venga evitata la somministrazione.

#### Bambini
Non ci sono informazioni su quali dosi di Ouabaina siano appropriate nei bambini, perciò è meglio che venga evitata la somministrazione.

#### Donne in Gravidanza
L'Ouabaina attraversa la placenta, ma la concentrazione nel liquido fetale e amniotico è minore, dopo una singola dose, rispetto alla concentrazione rilevata nel plasma materno.

#### Anziani
In parte per la ridotta funzionalità renale e in parte perché i loro tessuti sono maggiormente sensibili all'effetto dei digitalici, ci si aspetterebbe nei pazienti anziani una minore richiesta di dosi di mantenimento. I dosaggi di mantenimento dovrebbero essere aggiustati in base alla funzionalità renale.

### Effetti collaterali
I possibili effetti avversi dell’Ouabaina sono:
- Vomito
- Cefalee
- Irregolarità del polso
- Blocco cardiaco

## Metabolismo e farmacocinetica

### Metabolismo e metaboliti
L'ouabaina non è ampiamente legata all'albumina plasmatica ed è principalmente escreta inalterata.

### Assorbimento, distribuzione ed escrezione
È scarsamente assorbita dal tratto gastrointestinale, in cui la maggior parte della dose somministrata per via orale sembra venire metabolizzata. Dunque l’uso orale non è considerato sicuro proprio per via dell'assorbimento lento ed irregolare della sostanza da parte del tratto gastrointestinale.
Si è osservato che il 4%, 7% e 10% della (3)-H-ouabaina è assorbito rispettivamente in 1, 5 e 15 ore dopo somministrazione orale in cavie da laboratorio. La percentuale assorbita è risultata costante in ognuna delle tre dosi. Sono stati ottenuti risultati simili nella specie umana.
L’effetto dell’ouabaina somministrata per via endovenosa si riscontra immediatamente dopo l’iniezione, raggiunge un picco dopo 5 minuti, perdura per circa 5-7 ore e poi declina rapidamente.
Nei ratti, il 67% della dose somministrata per via endovenosa viene escreta in 30 minuti nella bile. La molecola viene infatti trasportata attivamente dal fegato alla bile ed un trattamento preventivo con tetracloruro di carbonio, sempre in questi animali, ne ha ridotto l’escrezione biliare deprimendo tale trasporto.
La clearance plasmatica dell’ouabaina, a seguito di somministrazione endovenosa, si è rivelata molto più rapida nei ratti rispetto ad altre specie animali quali il coniglio o il cane. Questo spiega la resistenza agli effetti tossici dell’ouabaina osservata nel ratto rispetto alle altre due specie animali.
Nonostante la sua durata d’azione relativamente breve, che tende a rendere le manifestazioni tossiche relativamente transienti, l’ouabaina può facilmente causare intossicazione per via del suo rapido inizio d’azione.

### Emivita
Viene eliminata quasi completamente per escrezione renale, la sua emivita è di circa 21 ore in adulti sani, tuttavia è più lunga per le persone anziane e lo è ancora di più in caso di insufficienza renale.

## Effetto sulla secrezione delle catecolamine
L’effetto dell’ouabaina sulla secrezione delle catecolamine (adrenalina e noradrenalina), indotto da agenti che agiscono sui recettori colinergici, è stato studiato tramite la perfusione di ghiandole surrenali del gatto.
Acetilcolina (da 5 x 10−7 a 10−3 M), pilocarpina (da 10−5 a 10−3 M) e nicotina (da 10−6 a 5 x 10−5 M) causano incrementi dose-dipendenti nella secrezione di catecolamine. Più in dettaglio, acetilcolina (ACh) e nicotina causano un rilascio maggiore di noradrenalina rispetto all'adrenalina, mentre il contrario accade con la pilocarpina.
In diversi studi, si è visto che l’Ouabaina (10−5 M) aumenta la secrezione di catecolamine indotta da acetilcolina (10−5 M), pilocarpina (10−3 M) e nicotina (3x10−6 M) durante perfusione con soluzione di Locke. Il rapporto adrenalina/noradrenalina non ha subito modifiche dall'utilizzo di ouabaina. Inoltre, in assenza di calcio extracellulare, acetilcolina e pilocarpina (ma non nicotina) causano un piccolo aumento nelle secrezioni di catecolamine, precedentemente aumentate con il trattamento con ouabaina (10−5 M) e calcio (2.2 mM) per 25 minuti.
L’effetto dell’ouabaina si è rivelato molto più significativo sulla secrezione di noradrenalina rispetto a quella di adrenalina, inoltre questa secrezione può essere bloccata dall’atropina (10−6 M) ma non dall’Esametonio (5x10−4 M). La nifedipina (2 x 10−6 M) invece causa un'inibizione della risposta alla pilocarpina e alla nicotina. Il trattamento con ouabaina (10−5 M) "rovescia" solo la risposta alla pilocarpina, risultando quindi in un incremento significativo nella proporzione di noradrenalina rilasciata.
È stato quindi suggerito che l'ouabaina possa aumentare le secrezioni di catecolamine facilitando l'ingresso di calcio tramite i canali recettoriali nicotinici e incrementando il pool di calcio intracellulare connesso ai recettori muscarinici.

## Ouabaina endogena
Il fatto che esista un recettore per i glicosidi cardiaci sulla pompa sodio-potassio ha portato alcuni ricercatori a ipotizzare l’esistenza di un simil-steroide digitalico endogeno, possibilmente ouabaina o marinobufagenina.
Nella circolazione umana infatti, sono stati rilevati quattro inibitori biologicamente attivi della pompa sodio potassio che sembrano essere endogeni nei mammiferi. Di questi, uno è stato purificato, e da diverse analisi cromatografiche, biochimiche, fisiologiche e di spettrometria di massa, è stato identificato come un isomero steroideo dell’ouabaina; in cui differiscono la posizione e l’orientamento di due o più gruppi ossidrilici steroidei. Questo isomero sarebbe secreto dalla corticale del surrene e svolgerebbe un ruolo sulla funzione cardiovascolare.
L’ouabaina endogena umana (EO) provocherebbe un'inibizione reversibile sulla pompa sodio-potassio per dare attività inotropa e vasopressoria. I livelli di ouabaina endogena circolante dipenderebbero dalla corticale del surrene e dagli eventi metabolici che precedono e seguono la formazione di pregnenolone. All’interno della corticale del surrene, i meccanismi di stimolo e secrezione di ouabaina endogena sarebbero distinti da quelli per l’aldosterone, indicando quindi regolazioni differenti. In una popolazione caucasica con ipertensione essenziale, si è osservato che il 30-45% presentava livelli elevati di ouabaina circolante. Nei topi invece, livelli elevati di ouabaina plasmatica per tempi prolungati, possono causare ipertensione cronica con caratteristiche simili a quelle nei pazienti umani, e la cui gravità è determinata da fattori ereditari e dalla funzionalità renale.